# Fat House

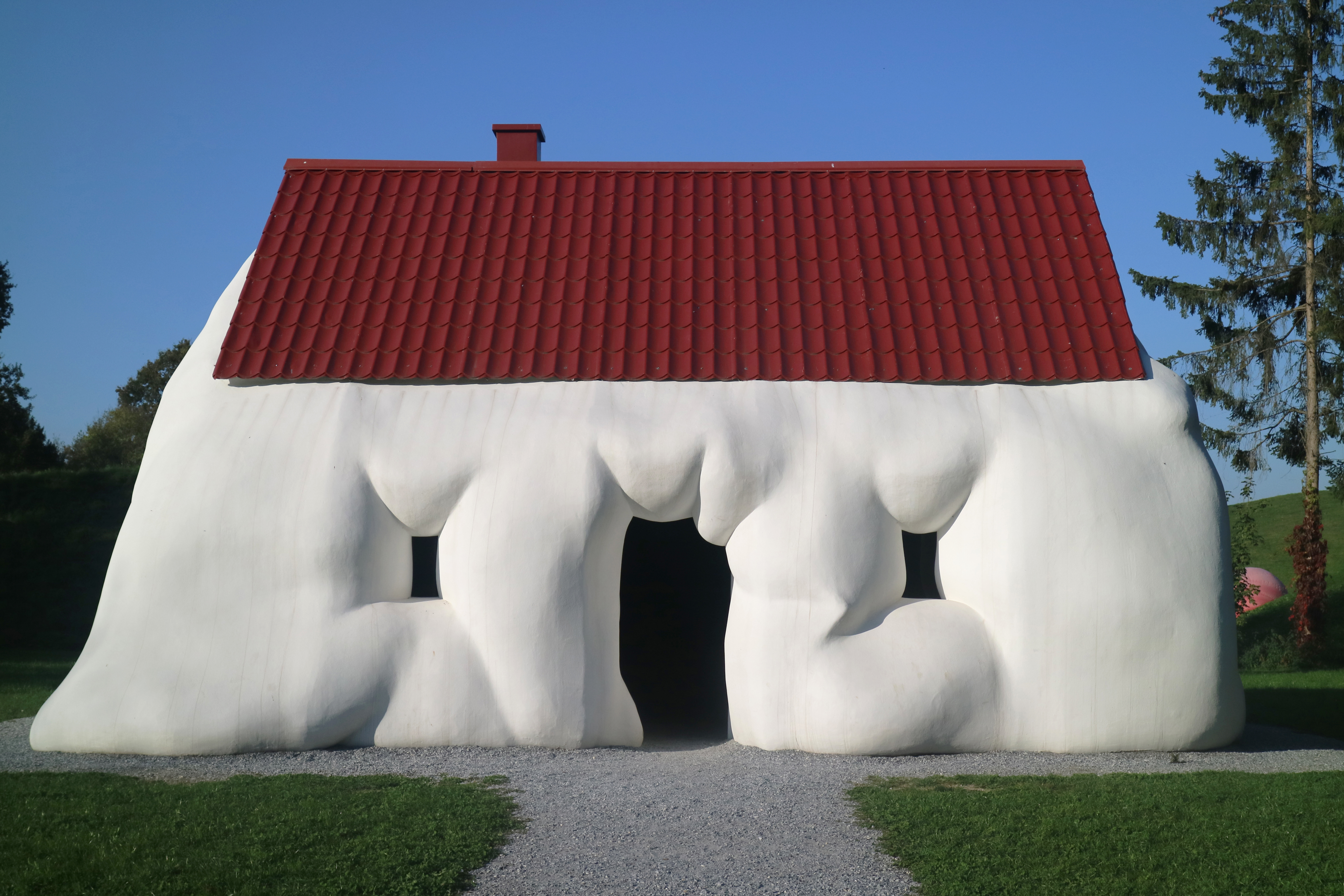
Fat House im Österreichischen Skulpturenpark in der Steiermark

Fat House (englisch für fettes Haus) ist eine Skulptur des österreichischen Künstlers Erwin Wurm. Das begehbare Plastikhaus mit einer Videoprojektion im Inneren ist eine von mehreren fat sculptures des Künstlers, welche die Konsumgesellschaft und ihre kleinbürgerlichen Statussymbole auf humoristische Weise kritisieren. Es steht als Dauerleihgabe des Belvederes im Österreichischen Skulpturenpark südlich von Graz und gehört zu den bekanntesten Werken Wurms.

## Beschreibung
Erwin Wurm schuf das Fat House 2003 in Zusammenarbeit mit der Wiener Galerie Krinzinger. Es entstand im Hinblick auf die Schau „Art Unlimited“ während der Art Basel und wurde dort im Juni 2004 erstmals ausgestellt. In seiner Form ist das Kunstwerk einem gewöhnlichen Vorstadthaus nachempfunden, mit rotem Ziegeldach in Sattelbauweise, einer zentralen Eingangstür und zwei seitlichen Fenstern auf der Fassade. Die weißen Wände wölben sich jedoch nach außen und verleihen dem Haus sein aufgequollenes, „fettes“ Erscheinungsbild. Die Skulptur mit den Maßen 5,4 m × 10 m × 7 m besteht aus Polystyrol und einem tragenden Gerüst aus Eisen und Aluminium. Aus Transportgründen besteht die Plastik aus 18 Einzelteilen.

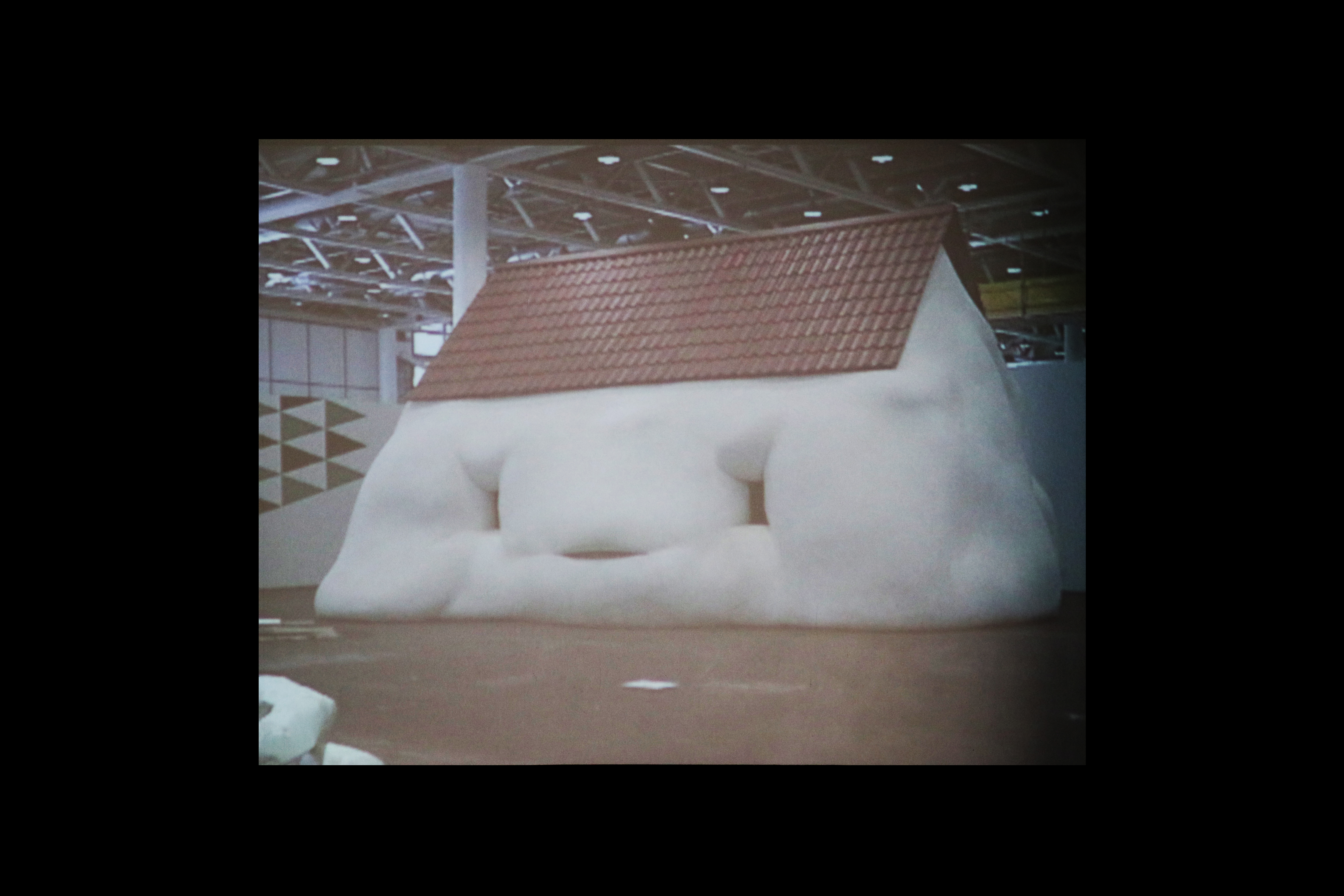
Videoprojektion Am I a house?

Im Inneren des begehbaren Hauses befindet sich eine Leinwand, auf die der Inhalt einer DVD projiziert wird. Das Video mit einer Dauer von 8:40 Minuten läuft im Loop und zeigt das Fat House im Innenraum der Art Basel stehend. Zunächst sieht man einige Ausstellungsbesucher vorbeigehen, dann schließt sich der Hauseingang hinter einem Gast und wird zum Mund. Die beiden von den Auswölbungen der Fassade umrahmten Fenster werden zu Augen und das Kunstwerk beginnt, mit menschlicher Mimik zu sprechen. Im folgenden Monolog stellt es in englischer Sprache seine Ästhetik und Funktion in Frage. Dieser Animationsfilm mit der Stimme von Kunst- und Kulturhistorikerin Renée Gadsden entstand 2005 unter dem Titel Am I a house?
| And why am I fat? A house cannot be fat. I was told! That’s a fact! a clear thing no house can be fat. But. I am a house. | Und warum bin ich fett? Ein Haus kann nicht fett sein. Hat man mir gesagt! Das ist ein Fakt! eine klare Sache kein Haus kann fett sein. Aber. Ich bin ein Haus. |

## Ausstellungen

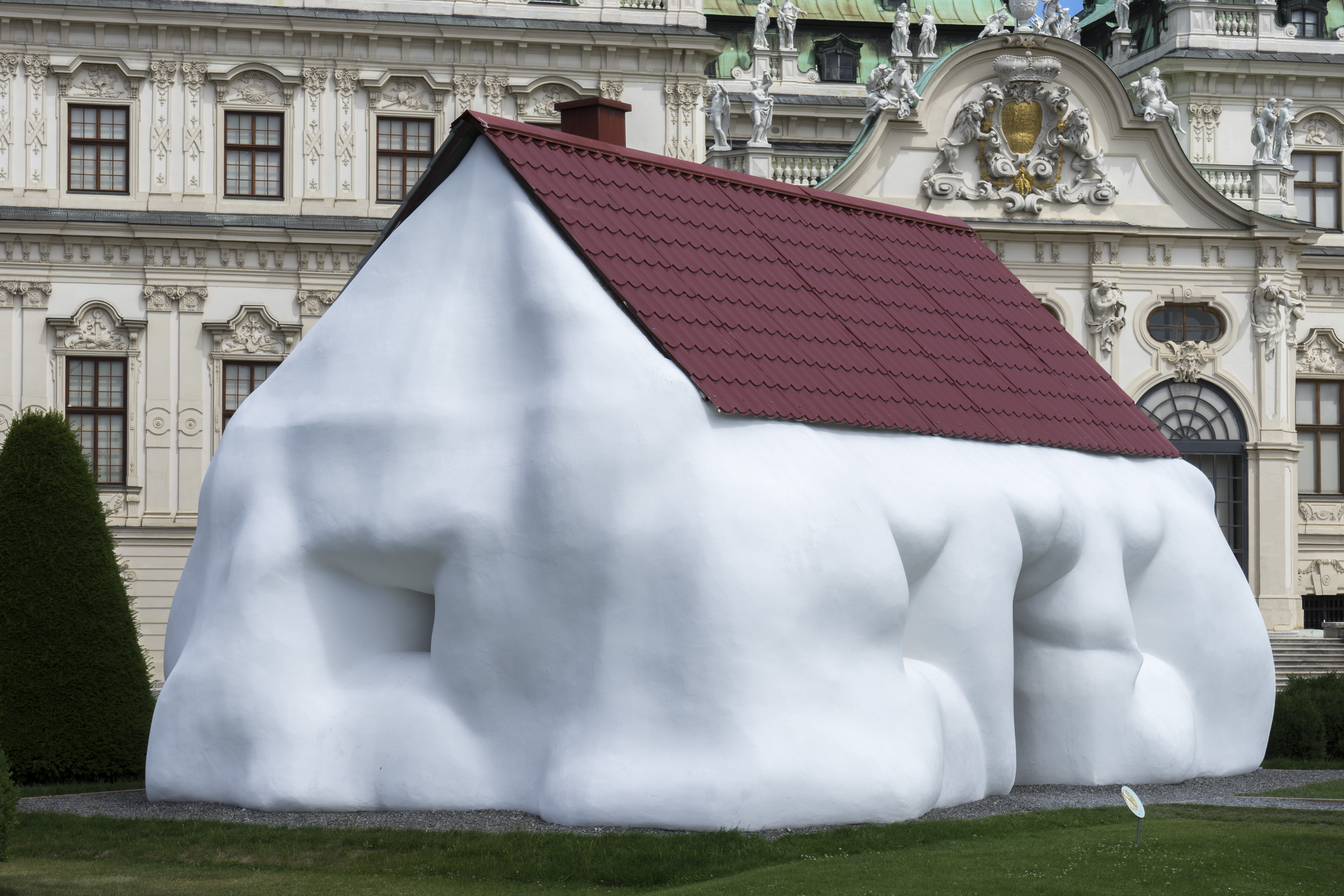
Vor dem Schloss Belvedere, Wien

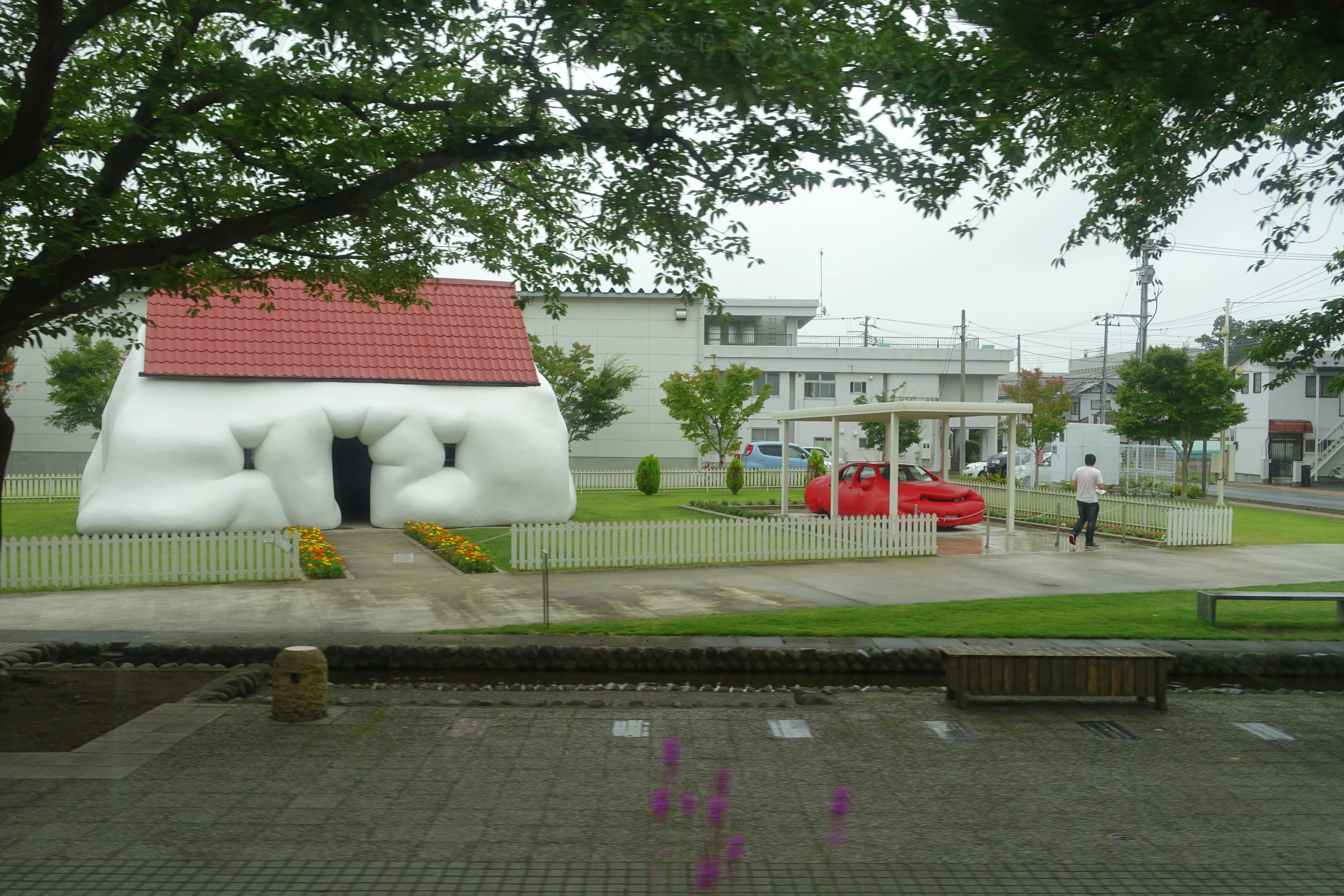
Kopie im Towada Art Center

Seit seiner ersten Ausstellung auf der Art Basel im Jahr 2004 erfreut sich das Fat House großer Popularität. In den folgenden Jahren war es europaweit in verschiedenen renommierten Kunstmuseen und Galerien, darunter auch Ausstellungsorte unter freiem Himmel wie der Park des Middelheimmuseums in Antwerpen oder der Skulpturenpark Waldfrieden in Wuppertal, zu betrachten. Das Bass Museum in Miami zeigte 2011 die Einzelteile der Plastik. Ehe das Haus 2018 als Dauerleihgabe in den Österreichischen Skulpturenpark übersiedelte, war es vor der Südfassade des Oberen Belvederes in Wien ausgestellt.
Ein Nachbau inklusive Carport mit Fat Car steht im 2008 eröffneten Towada Art Center (十和田市現代美術館) in der japanischen Präfektur Aomori. Ein weiteres Exemplar befindet sich im Besitz der West Collection in Philadelphia.
Ausstellungsorte (Auswahl)
- 2004: Art Basel (Basel)
- 2005: Galerie Krinzinger (Wien)
- 2005: BALTIC Centre for Contemporary Art (Gateshead)
- 2008: Hangar à Bananes (Nantes)
- 2008: Central House of Artists (Moskau)
- 2011: Bass Museum (Miami) – in seine Einzelteile zerlegt
- 2011: Middelheimmuseum (Antwerpen)
- 2012: Centro de Arte Contemporáneo (Málaga)
- 2015: Skulpturenpark Waldfrieden (Wuppertal)
- 2017: Centro Cultural Banco do Brasil (Belo Horizonte)
- 2017: Oberes Belvedere (Wien)
- ab 2018: Österreichischer Skulpturenpark (Premstätten)

## Rezeption

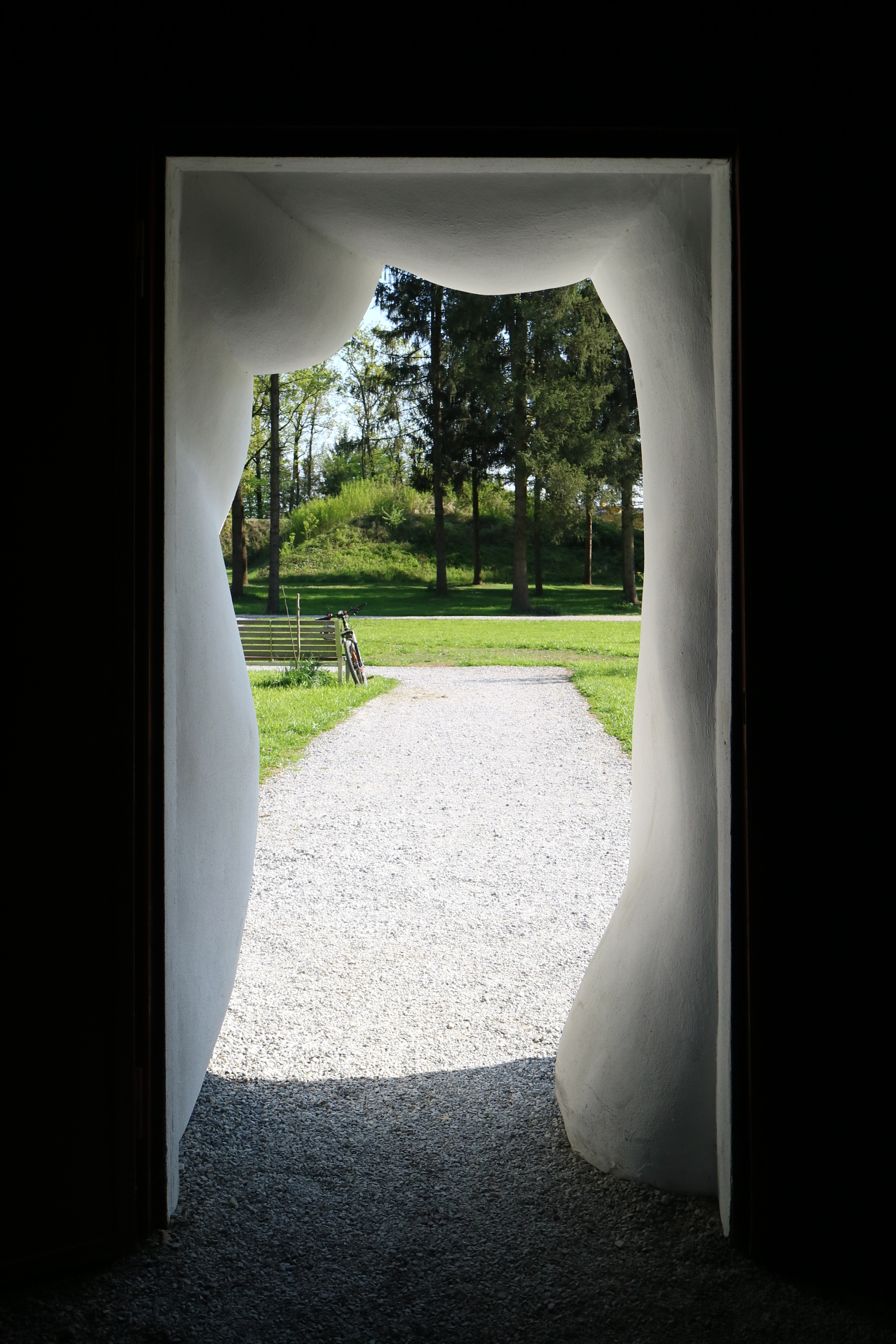
Blick durch die verfettete Eingangstür nach außen

Erwin Wurm ist bekannt für sein Spiel mit den Ausdrucksmöglichkeiten der Bildhauerei. 1992 beschäftigte er sich erstmals mit Volumenzuwachs und ließ für die Performance Fabio Getting Dressed einen Mann so viele Kleidungsschichten anlegen, bis die Konturen seines Körpers vollkommen verschwanden. Nachdem sich Wurm mit den One Minute Sculptures international einen Namen gemacht hatte, kehrte er zurück zur Arbeit am Volumen und schuf 2001 sein erstes Fat Car. Mit Fat House trieb der Künstler diese Idee der Deformation von Alltagsgegenständen auf die Spitze. Die Verbindung von Körper und Architektur drückt sich vor allem in der unebenen Oberfläche aus, die an menschliche Fettpolster erinnert. Der Standard meinte, die gleichzeitig schwabbelig und monströs wirkende Skulptur erscheine als „aufquellend weiches Zustandsbild des häuslichen Rückzugraums“. Indem Wurm dem Haus seine Schutzfunktion entzieht und es zur adipös-depressiven Skulptur macht, lässt er den Eindruck entstehen, es sei selbst schutzbedürftig.
In Form einer Projektion holt Wurm die Fassade ins Innere der Installation und unterstreicht auf humorvolle Art seine eigene Urheberschaft, wenn er am Anfang des Films kurz im Vorbeigehen von der Kamera erfasst wird. Im Monolog, der zwischen Tiefgang und Nonsens pendelt, stellt sich das Fat House existenzielle Fragen, etwa, ob es sich bei ihm um ein Haus oder ein Kunstwerk handle – denn Häuser könnten bekanntlich nicht fett sein. Die Filmwissenschaftlerin Gertrud Koch sieht in Am I a house? eine Hybridisierung zwischen animiertem Film und Skulptur, bei dem die Spannung zwischen künstlerischem Objekt und dem Subjekt (dem Betrachter) ins Zentrum rückt. Gleich zu Beginn des Films wird ein Mann „verschluckt“ und das Haus beginnt zu sprechen. Dadurch werde anstatt eines Bildes, eines Modells oder einer animierten Zeichnung das Kunstwerk selbst zum Filmobjekt. Koch zog einen Vergleich mit Jacques Tatis futuristischem Haus im Spielfilm Mon oncle (1958), das physiognomisch ebenso über ein ausdrucksstarkes Gesicht verfügt.
Das Motiv des Hauses griff Erwin Wurm in den folgenden Jahren vermehrt auf und verknüpfte es immer wieder mit der Veränderlichkeit des Volumens. Zwischen 2005 und 2016 entstanden mehrere Melting Houses (schmelzende Häuser), darunter deformierte Modelle des Flatiron Buildings, des Guggenheims und des Hauses Wittgenstein. Große Aufmerksamkeit erregte der Künstler 2010 mit Narrow House, einem stark verschmälerten Modell seines Grazer Elternhauses. Weniger plastisch muten die Häuser in House Attack (2006 auf dem Dach des mumok) und Herr Krause kommt nach Hause nach der großen Sause (2007) an.
Die Österreichische Post widmete dem Fat House 2019 eine Sondermarke innerhalb der Serie „Zeitgenössische Kunst in Österreich“.